# Henry Meiggs
Henry Meiggs (ur. 7 lipca 1811 w Catskill, zm. 30 września 1877 w Limie) – amerykański przedsiębiorca, pionier kolejnictwa w Chile i Peru.

## Życiorys
Henry Meigss urodził się w Catskill 7 lipca 1811 roku jako trzecie z dziewięciu dzieci Elishy i Fanny Meiggsów. W młodości terminował w należącej do ojca stoczni w Catskill. Po osiągnięciu dorosłości ożenił się i rozpoczął pracę na własny rachunek. Początkowo handlem drewnem w Nowym Jorku, jednak działalność ta nie była zbyt zyskowna, w związku z czym Meiggs dwukrotnie bankrutował. Po wybuchu gorączki złota w Kalifornii załadował statek drewnem i wypłynął w rejs wokół obu Ameryk do San Francisco. Szybko rozwijające się miasto potrzebowało dużych ilości materiałów budowlanych, w związku z czym Meiggs sprzedał drewno z dwudziestokrotnym przebiciem.
Uzyskane środki zainwestował w rynek nieruchomości San Francisco. Na nabrzeżu o nazwie North Beach, obecnie centrum miasta, wzniósł magazyny, tartaki i stocznie i zajął się sprowadzaniem drewna oraz świadczeniem usług portowych. Wobec trawiących miasto pożarów oraz ciągłej rozbudowy miasto potrzebowało dużych ilości drewna. Angażował się społecznie, udzielał wśród elity miasta i pełnił funkcję radnego miejskiego. Meiggs zaplanował zbudować w pobliżu swoich magazynów pirs wychodzący w morze. Inwestycję zbudowaną na kredyt ukończono w 1853 roku, pirs miał ponad 650 m długości. Jego inwestycja szybko jednak zaczęła sprawiać problemy, ponieważ wokół pirsu występowały silne prądy morskie oraz cofka oceaniczna, w związku z czym kapitanowie woleli cumować w dotychczasowych miejscach. Z czasem gorączka złota zaczęła wygasać z powodu wyczerpywania kruszcu. Wiosną 1854 roku zaczął się miejski kryzys na rynku nieruchomości.
Zadłużony Meiggs początkowo próbował negocjować spłatę i obiecywał niedaleką poprawę na rynku, dopuścił się także defraudacji miejskich pieniędzy celem spłaty części zobowiązań. Ostatecznie w październiku 1854 roku Meiggs uciekł z miasta pod osłoną nocy, zabierając w rejs całą rodzinę oraz wyposażenie swoich rezydencji i gotówkę. Po kilku miesiącach Meiggs osiadł w Valparaiso w Chile i wkrótce stał się jednym z najważniejszych postaci na rynku budowy infrastruktury transportowej kraju. Pierwszy kontrakt otrzymał po trzech latach i do 1867 roku jego przedsiębiorstwa zbudowały 200 mil linii kolejowych. Meiggs umiał zyskać sympatię w nowym kraju, był znany jako świetny mówca i organizator bankietów oraz przyjęć charytatywnych. Przeznaczył duże środki na działalność charytatywną, pomagając ubogim oraz ofiarom trzęsień ziemi.
W 1868 roku zamieszkał w Peru, gdzie kontynuował działalność w branży kolejowej, budując w ciągu 10 lat blisko 700 mil linii kolejowych (w tym transandyjska linia Callao–Lima–Oroya – aż do końca XX wieku najwyżej położona linia kolejowa świata). Wśród jego współpracowników znajdował się m.in. Ernest Malinowski. 
W branży kolejowe w Chile i Peru Meiggs odzyskał majątek, przez cały ten okres myślał także o powrocie do USA i w związku z tym w 1873 r. rozpoczął spłatę wierzycieli, zwracając wszystkie należności i należne odsetki. W 1874 r. jego pełnomocnicy zdołali doprowadzić do przyjęcia przez senat stanu Kalifornii ustawy nr 183. oddalającej wszelkie oskarżenia wysuwane przeciw Meiggsowi, jednak została ona zawetowana przez gubernatora stanu, a Meigss nigdy nie wrócił do Stanów Zjednoczonych.
Zmarł w Limie 30 września 1877 roku.